# Liège-Bastogne-Liège 1987
La 73e édition de Liège-Bastogne-Liège a eu lieu le 19 avril 1987 et a été remportée par l'Italien Moreno Argentin.

## Déroulement de la course
Le final de cette 73ème Doyenne est resté mémorable. Le Belge Claude Criquielion et l'Irlandais Stephen Roche arrivent à Liège avec une avance confortable sur leurs poursuivants. Mais, ils commencent à se neutraliser sur le boulevard de la Sauvenière et réduisent fortement leur allure en vue du sprint. Ils ne voient pas qu'un groupe de trois poursuivants est en train de fondre sur eux. Et, à deux cents mètres de la ligne d'arrivée, ils ont la surprise d'être rejoints et dépassés par l'Italien Moreno Argentin revenu tel un bolide qui signe ainsi un troisième succès consécutif et inespéré à Liège.

## Classement
| n° | Coureur              | Équipe       | Temps           |
| -- | -------------------- | ------------ | --------------- |
| 1  | Moreno Argentin      | Gewiss       | 6 h 40 min 00 s |
| 2  | Stephen Roche        | Carrera      | m.t.            |
| 3  | Claude Criquielion   | Hitachi-Marc | m.t.            |
| 4  | Yvon Madiot          | Système U    | m.t.            |
| 5  | Robert Millar        | Panasonic    | m.t.            |
| 6  | Laurent Fignon       | Système U    | à 25 s          |
| 7  | Marc Madiot          | Système U    | à 58 s          |
| 8  | Eddy Schepers        | Carrera      | m.t.            |
| 9  | Emanuele Bombini     | Gewiss       | m.t.            |
| 10 | Jean-Claude Leclercq | Toshiba      | m.t.            |